# Ligne d'Eauze à Auch
La ligne d'Eauze à Auch est une ancienne ligne ferroviaire française à écartement standard et à voie unique non électrifiée, longue de 56,8 kilomètres, établie dans le département du Gers. Elle a été mise en service par la Compagnie des chemins de fer du Midi et du Canal latéral à la Garonne en 1909 et 1924 et a été fermée en 1954. Elle reliait les gares de Eauze et d'Auch et se greffait sur la ligne de Bon-Encontre à Vic-en-Bigorre en gare d'Auch, qui est aussi la gare terminus de la ligne de Saint-Agne à Auch.
Elle constituait la ligne 646 000 du réseau ferré national.

## Histoire
La ligne est concédée à titre éventuel à la Compagnie des chemins de fer du Midi et du Canal latéral à la Garonne par une convention signée entre le ministre des Travaux publics et la compagnie le 9 juin 1883. Cette convention est approuvée par une loi le 20 novembre suivant. La ligne est déclarée d'utilité publique par une loi le 15 mars 1886, qui rend définitive la concession.
La ligne (PK 0,365 à 56,507) est déclassée en totalité par décret le 12 novembre 1954.